# Шполярич, Александер
Александер Шполярич (серб. Aleksander Špoljarić, греч. Αλεξάντερ Σπόλιαριτς; 28 ноября 1995, Лимасол, Кипр) — кипрский и сербский футболист, вратарь клуба «Кармиотисса».

## Биография
Родился 28 ноября 1995 года в кипрском городе Лимасол в семье бывшего игрока сборной Кипра Миленко Шполярича, переехавшего на Кипр из Югославии в начале 90-х. Имеет двух младших братьев Матию и Данило, которые также стали футболистами.
Александер воспитанник клуба «Арис» (Лимасол). Профессиональную карьеру начал в клубе второй лиги «Эносис» (Парекклисия). Летом 2014 года подписал контракт с белградским клубом ОФК. Единственный матч в чемпионате Сербии провёл 24 мая 2015 года против «Ягодины» (3:5), в матче пропустил 5 голов и получил жёлтую карточку. В дальнейшем выступал за команды из низших сербских лиг «Хайдук» (Белград) и «Графичар» (Белград). В 2018 году вернулся на Кипр, где подписал контракт с лимасольским «Арисом» из второго дивизиона Кипра.